# Чугуївська міська центральна бібліотека
Чугуївська централізована бібліотечна система (ЦБС) — заснована 1 січня 1977 року. В її структурі 5 бібліотек: Чугуївська Центральна бібліотека, бібліотека для дітей, бібліотека для юнацтва, Клугино — Башкірівська бібліотека, бібліотека-філія мікрорайону «Дружба». Книжковий фонд — 101322 примірників; 13 тисяч читачів.

## Історія виникнення
Історія Чугуївської ЦБС почалася в 1924 році, коли була організована перша після Жовтневої революції Чугуївська бібліотека.
Обслуговувала читачів вчителька Олександра Федотівна Пантелєєва.  Приміщення  бібліотеки було тісним, книжковий фонд — невеликий. Але через 2 роки  бібліотека  припинила існування Через 5 років вона відкрилась, завдяки заводу «Змичка» / зараз Чугуївський меблевий комбінат/, який передав 1000 примірників книг. Бібліотека перебувала на вулиці Гоголя / зараз вулиця Гвардійська / в клубі союзу металістів, потім в Будинку піонерів (БДЮТ(Будинок дитячої та юнацької творчості) Будинку піонерів. Тоді очолювала бібліотеку вчителька Софія Едуардівна Лизогуб.
Наприкінці1933 року книжковий фонд нараховував майже 5000 примірників, читачів — 100—150 (за словами Поліни Павлівни Кравченко, яка працювала бібліотекарем в 1933—1935 р.р.
Книжковий фонд складався з політичної літератури, художньої було недостатньо. У 1937 році бібліотеку переїхала в будівлю, що знаходилася на базарній площі. У штаті 2 людини. Бібліотека розташовувалася в комфортабельному на той час приміщенні. На абонементі і в читальному залі бібліотеки — 2 працівника, відвідувачів — близько 200—300. Перед початком Другої світової війни книжковий фонд збільшився до 18-20 тисяч примірників. Книговидача 3500-4000 примірників, читачів — 2000. Працювало 5 бібліотекарів. На посаді завідувачки бібліотеки була Соловйова Дора Іванівна, їі змінила Степанова Катерина Василівна. Відкривається дитяче відділення. Але під час війни приміщення бібліотеки було знищено, фонд розграбували. Після визволення Чугуєва від окупантів громадяни міста почали відроджувати бібліотеку. Заклад було відкрито у вересні 1943 року, з фондом 200 брошур і 1000 книг, завдяки добровільним внескам літератури мешканців міста. Згодом Новосибірська обласна бібліотека подарувала 5000 прикметників. Вагомий внесок у розвиток бібліотеки
зробили колишній завідувач РВНОАфанасій Хомич Губін і завідувачка бібліотеки Катерина Василівна Степанова. Покращилася просвітницька діяльність закладу, в одній із чотирьох кімнат приміщення з'явилася дитяча бібліотека. Через 3 роки книжковий фонд — 10 тисяч книг, відвідувачів — 1500 осіб. Комплектується фонд в обласному бібколекторі і при допомозі місцевої книготоргівельної мережі. Після війни бібліотека змінювала місце розташування 4 рази. З 1962 року заклад розміщувався у Чугуївському РБК. В даний час в будівлі на вулиці Старонікольскій
Чугуївська районна бібліотека була організаційно-методичним центром для бібліотек міста та району.

## Структурні перетворення
1 січня 1977 року — дата народження ЦБС. За рішенням виконкому Чугуївської райради про централізацію в мережі державних масових бібліотек Чугуївського району Харківської області була заснована Централізована Бібліотечна Система (ЦБС). В лютому 1977 року районна бібліотека перетворена в єдину ЦБС яка об'єднала, на той момент, 36 бібліотек з єдиним штатом і єдиним фондом центральна районна бібліотека, міська бібліотека для дітей, сільські та селищні бібліотеки). З'явилися нові відділи комплектування та обробки, відділ поза стаціонарного обслуговування, методичний відділ, інформаційно-бібліографічний відділ, відділ організації та використання єдиного Фонду. Центральна бібліотека була Методичним і організаційним центром для В період об'єднання бібліотек в централізовану систему потрібно було надавати методичну допомогу бібліотекам-філіям, для цього в центральній районній бібліотеці було створено методичний кабінет, який надавав практичну та методичну допомогу бібліотекам-філіям виїжджаючи в сільські бібліотеки, організована система підвищення кваліфікації бібліотечних кадрів, семінарські заняття, практикуми, стажування молодих фахівців бібліотек, наставництво, соціалістичні змагання. Але бібліотекарі не тільки добре працювали, а й вміли відпочивати. Художня самодіяльність, агітбригади того часу перебували на досить високому рівні.
У 1985 році Чуіщева Ельвіра Іванівна зайняла посаду заступника директора районної бібліотеки, а с 1988 року — директор Чугуївської ЦБС. Талановитий організатор, вона згуртувала навколо себе творчу команду. Під її керівництвом проводилися конкурси молодих бібліотекарів, активи працівників культури.
З 1992 року в ЦБС 28 бібліотек — філій після відділення Печенізького району. У 1994 році Чугуївська ЦБС у комунальній власності Чугуївської міської ради.
До 01.06.2001 року в складі Чугуївської ЦБС 28 бібліотек, 26 з них — бібліотеки — філії.
У зв'язку з прийняттям бюджетного кодексу з 01.06.2001 рокур24 бібліотеки — філії було передано на баланс селищних і сільських рад
З 01.06.2002 року в Чугуївської ЦБС: Центральна бібліотека [Архівовано 18 листопада 2018 у Wayback Machine.], бібліотека для дітей [Архівовано 1 квітня 2022 у Wayback Machine.], бібліотека для юнацтва [Архівовано 27 листопада 2018 у Wayback Machine.], Клугино — Башкірівська бібліотека.
В 2004 році до ЦБС увійшла профспілкова бібліотека заводу паливної апаратури. Відтоді вона — бібліотека-філія мікрорайону «Дружба» [Архівовано 31 березня 2022 у Wayback Machine.] Чугуївської ЦБС. 2 вересня 2004 року директор ЦБС Проценко Олена Іванівна.
Сьогодні Чугуївська централізована бібліотечна система — це 5 бібліотек, з книжковим фондом 101322 примірників та 13 тисяч читачів.

## Творчі інновації
Сучасна бібліотека має бути не тільки просвітницьким, розважальним закладом, але, насамперед,- інформаційним. Завдяки енергійному, ініціативному директору, ЦБС постійно бере участь в різноманітних грантах і конкурсах. Упроваджено багато проектів із залучення позабюджетного фінансування, спрямованих на актуалізацію діяльності бібліотек та поліпшення бібліотечного обслуговування, за підтримки Міжнародних фондів.
Так, в 2010 році, Чугуївська ЦБС, серед перших в Харківській області, отримала перемогу в конкурсі проектів «Організація нових бібліотечних послуг з використанням вільного доступу до Інтернету» в рамках програми «Бібліоміст». Завдяки чому у ЦБС з'явилося: 15 комп'ютерів з ліцензійним програмним забезпеченням, 4 сканери, 4 принтери, web — камери з навушниками та мікрофонами, мережеве обладнання. Таким чином в 4 з 5 бібліотек ЦБС відкрили Інтернет-центри, в яких Інтернет-послуги для користувачів безкоштовні.
Із останніх досягнень — у 2018 році в результаті участі у навчальних тренінгах з розвитку креативного мислення в рамках програми покращення якості надання послуг для ВПО та населення приймаючої громади для бібліотек та будинків культури (Проект «Зміцнення спроможності українських територіальних громад до прийняття внутрішньо — переміщених осіб в Україні» (GIZ)) написанні міні-проектів, Чугуївська ЦБС, для громади міста, отримала:, 3 комп'ютера, проектор, програмне забезпечення, екран переносний, 3 web-камери, 3 колонки на 3 гарнітури.
Наша ЦБС багато років — одна з найкращих в Харківській області
Чугуївські бібліотеки — сучасний, комфортний простір, який гнучко реагує на постійні зміни, потреби та очікування, популярне місце самореалізації користувачів та громадської активності.
Метою Чугуївської ЦБС є якісно змінити діяльність бібліотек відповідно до потреб користувачів за допомогою інноваційних рішень і сучасних технологій.